# Microregione di Tupã
Tupã è una microregione dello Stato di San Paolo in Brasile, appartenente alla mesoregione di Marília.

## Comuni
Comprende 7 comuni:
- Arco-Íris
- Bastos
- Herculândia
- Iacri
- Queiroz
- Quintana
- Tupã